# Палац князя Олексія
Палац князя Олексія (також Палац правителів князівства Феодоро) — усталена в історичній науці назва руїн будівлі на Мангупі, яку прийнято вважати резиденцією правителів Феодоро. Розташовувався в центральній частині плато, за 120 метрів на південний схід від Великої базиліки. В ансамблі комплексу фортеці та печерного міста «Мангуп-Кале» Палац правителів князівства Феодоро оголошений пам'яткою культурної спадщини України національного значення. Археологічні розкопки, які планомірно ведуть на пам'ятнику з 2006 року, ще далекі від завершення.

## Опис
Палац, в архітектурно-планувальному виконанні, як укріплена резиденція світського феодала, був складним багатофункціональним комплексом. Дослідники в різний час по-різному реконструювали його зовнішній вигляд. А. Якобсон вважав палац у формі асиметричної в плані будівлі — складний ансамбль з приблизно десятка пов'язаних один з одним приміщень, розташованих за північ-південь, Є. Суров, за результатами розкопок 1968 року вважав будову суворо симетричною, як двоповерхову прямокутну будівлю зі зверненим на південь головним фасадом. А. Герцен, за результатами багаторічних робіт Мангупської експедиції, пропонує своє бачення палацу, підтримуване багатьма істориками. Сучасна реконструкція спирається на ідеї Якобсон і більш ранні, Лепера, розвиваючи їх у світлі останніх досліджень і передбачає складний комплекс будівель, іноді різночасних, різної поверховості (від одного до трьох у кутових вежах), з внутрішнім парадним двором та колонами двоповерхової галереї перед.

## Історія
Сліди житлової та господарської забудови на місці палацу датуються з ранньовізантійського часу (VI—VII століття) і місце було заселене у всі періоди життя городища. За висновками Олександра Герцена палац побудований на місці і, частково, з матеріалу руїн резиденції візантійського намісника часів Юстиніана I VI—VII століття. Від стародавньої будівлі використано кам'яні блоки та численні архітектурні деталі (зокрема, декоративні деталі з проконесського мармуру з острова Мармара, що постачався до Криму за часів ранньої Візантійської імперії). Від візантійських будівель збереглися нижні частини кладок, які на час будівництва палацу вже були приховані землею.
У XIV столітті на місці палацу, поза стінами цитаделі, розташовувалася група садиб, одна з яких, виділяючись розмірами, могла бути резиденцією першої особи міста. Усі садиби загинули у пожежі кінця того ж століття. У «поемі ієромонаха Матвія», котрий відвідав Мангуп у 1390-х роках, на думку А. Герцена, палац не згадується — можливо, перший палац нічим, від інших будівель, не виділявся і мандрівник не звернув на нього увагу. У науково-популярній книзі «Княжество Феодоро та його князі» стверджується, що Матвій миттю згадує побачені ним «чудові кам'яні палати», з «портиками та колонами».
Час будівництва храму, на думку істориків, відомий з грецького напису на притолоці дверей, що говорить
|  | ср.-грец. [Ἐκτίσθη ὁ πύργος? οὗ]τος μετὰ τοῦ παλατ-[ίου καὶ σὺν τῷ εὐλ]ογημένῳ κάστρ-[ῳ, ὃ νῦν ὁρᾶται, ὑπὸ] ἡμερῶν κυροῦ Ἀλ[εξίου αὐθέντου πόλεω]ς Θεοδώρους καὶ πα[ραθαλασσίας, μηνὶ Ὀκτ]οβρίῳ, ἔτους ͵ςϠλδ |

У перекладі В. Латишева текст виглядає так:
Побудовано цей храм з благословенною фортецею, яка нині видно, за днів пана Олексія, господаря міста Феодоро та помор'я і ктитора [храму] святих славних, боговенчанних, великих царів, рівноапостольних Костянтина та Олени, [··] жовтня, в шостий індикт, 6936 року.
Деякі будівлі вчені належать до часу князя Ісаака (1465—1474). Після падіння Мангупа в 1475 палац був повністю зруйнований, «щоб нічого не нагадувало про мангупських князів».

## Вивчення
Пам'ятник відомий лише з археологічних досліджень, оскільки, на відміну інших пам'яток городища, не згадується мандрівниками і істориками. Палац «знайшов» у 1912 році Р. Лепер, який почав розкопки земляного пагорба в центральній частині Мангупського плато. Протягом двох наступних сезонів вчений відкрив контури великих архітектурних об'єктів — центральну частину палацового комплексу. А. Якобсон, за дослідженнями 1938 року, виділяв три етапи життя палацу: перший історик датував у широких межах XIV століттям, який закінчився наприкінці того ж століття пожежею та руйнуванням. Другий — реконструкція (або нове будівництво в правління князя Олексія до 1470-х років і третій закінчувався падінням Мангупа в 1475 році. У 1968 році розкопки пам'ятника проводив Є. Суров, з 2006 постійні дослідження веде Мангупська археологічна експедиція.